# Högsdorf
Högsdorf est une commune allemande du Schleswig-Holstein, située dans l'arrondissement de Plön, à cinq kilomètres au sud de la ville de Lütjenburg. Högsdorf fait partie de l'Amt Lütjenburg qui regroupe 15 communes autour de la ville du même nom.